# 계룡시의 시외버스
계룡시의 시외버스는 2003년 계룡시 출범 이후 시외버스터미널 건립 계획을 공식적으로 발표한 적은 없다. 다만 계룡대가 설치된 후 운행하기 시작한 서울방면 시외버스와 엄사면 국도변 간이정류소에서 시외버스가 정차하고 있다.

## 금암동정류소
금암동정류소는 충청남도 계룡시 금암동 166번지에 위치한 시외버스정류장이다. 공영주차장 내에 있으며 시설물은 매표소와 공중화장실이 전부다. 서울로 가는 시외버스만 운행한다.
| 운행 노선         | 운행업체 | 운행구간     | 운행구간 | 운행구간 | 경유지                   | 배차 간격 | 시간표                                      |
| ----------------- | -------- | ------------ | -------- | -------- | ------------------------ | --------- | ------------------------------------------- |
| 신도안 ↔ 서울남부 | 중부고속 | 계룡(신도안) | ↔        | 서울남부 | 엄사, 남선, 동학사       | 40~60분   | 첫차:06:30(계룡 기준) 막차:20:00(계룡 기준) |
| 신도안 ↔ 서울남부 | 중부고속 | 계룡(신도안) | ↔        | 서울남부 | 엄사, 남선, 동학사, 세종 | 2회       | 07:20, 15:00                                |

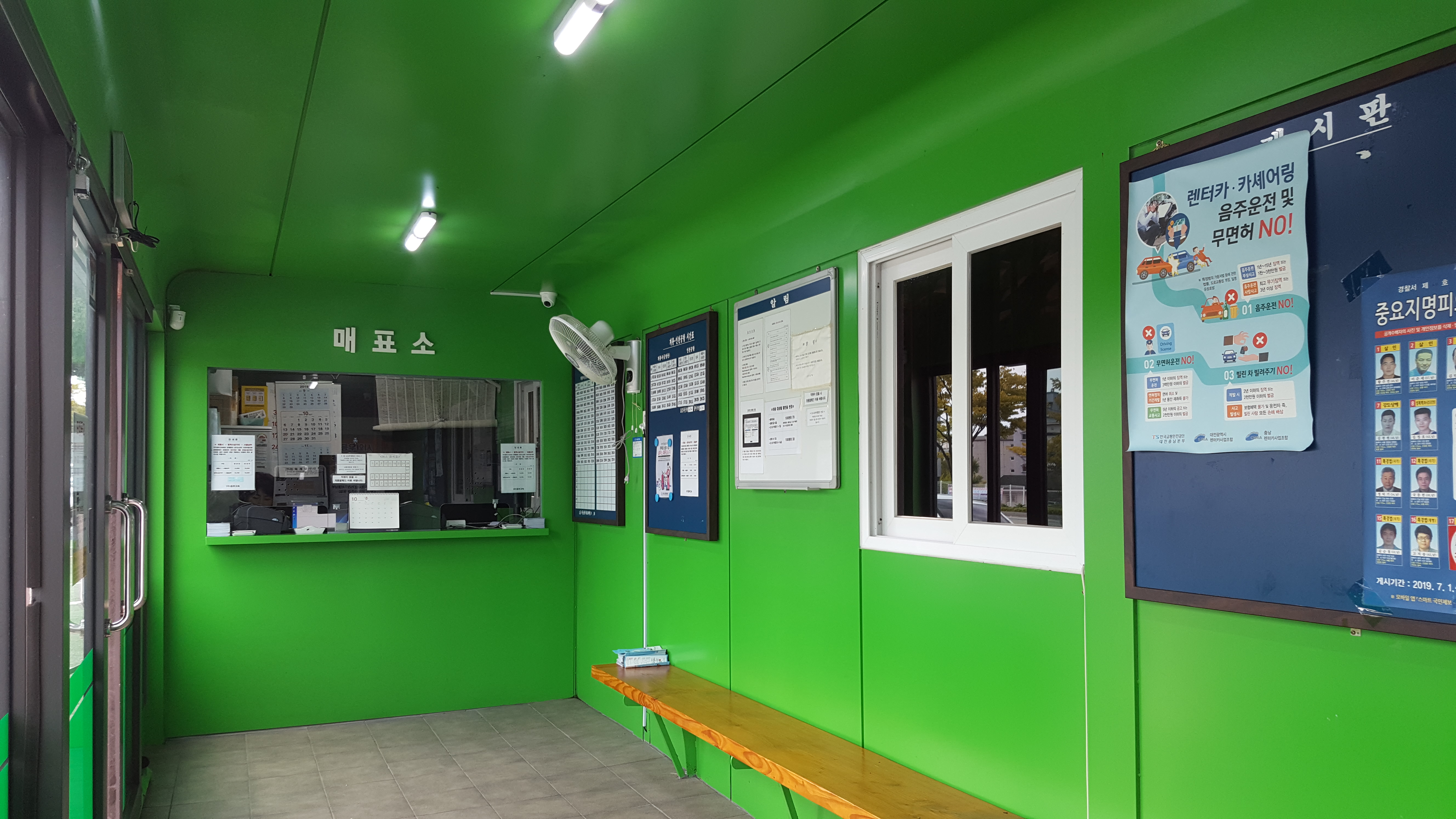
매표소
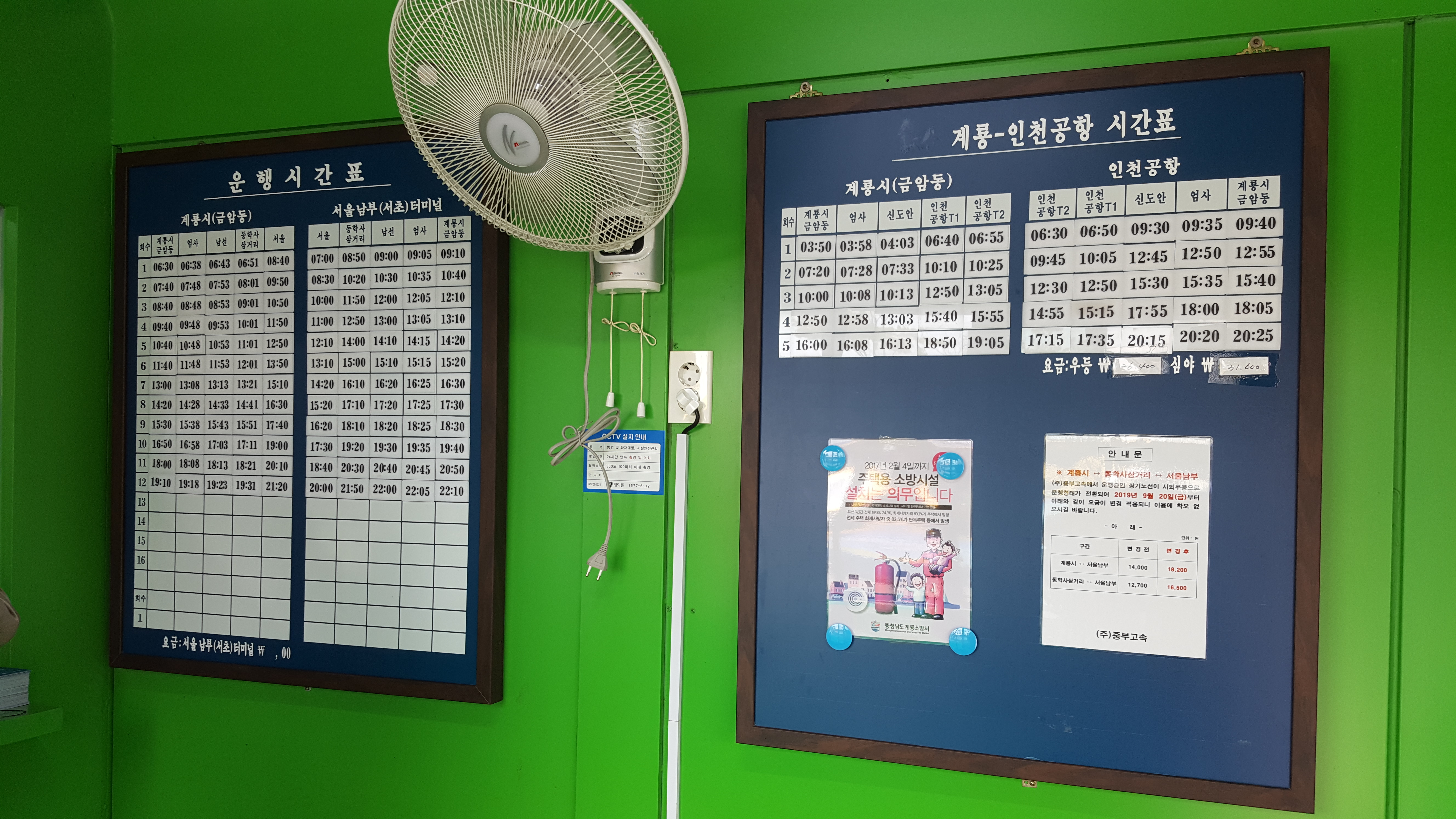
운행시간표
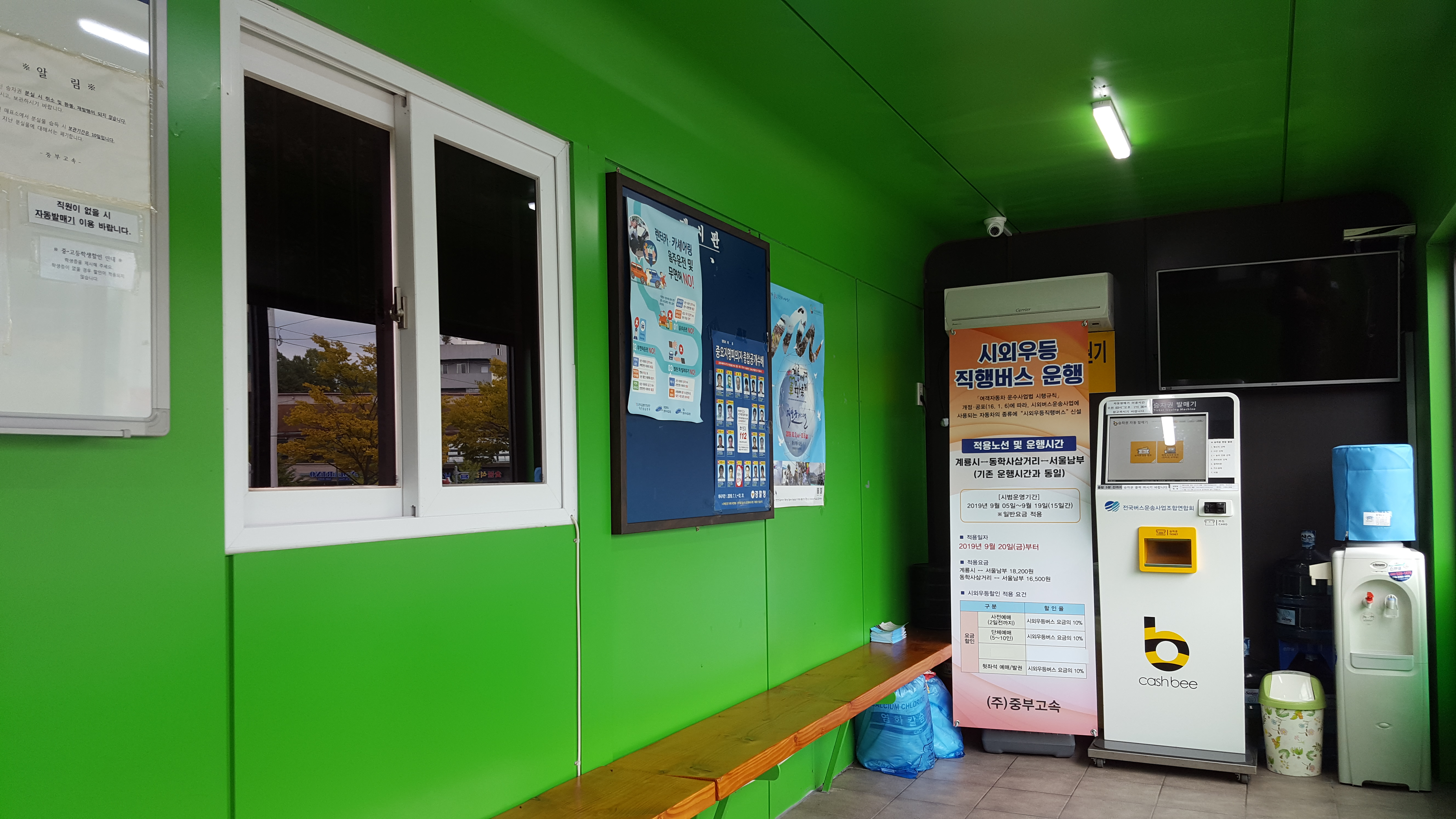
시외버스 승차권 발권기(카드전용)

신도안에서 출발한 시외버스는 중간에 정차하는 정류소가 있는데 각 정류소의 위치는 다음과 같다.
- 엄사 : 충청남도 계룡시 엄사면 엄사중앙로 66 성원아파트 B상가 앞

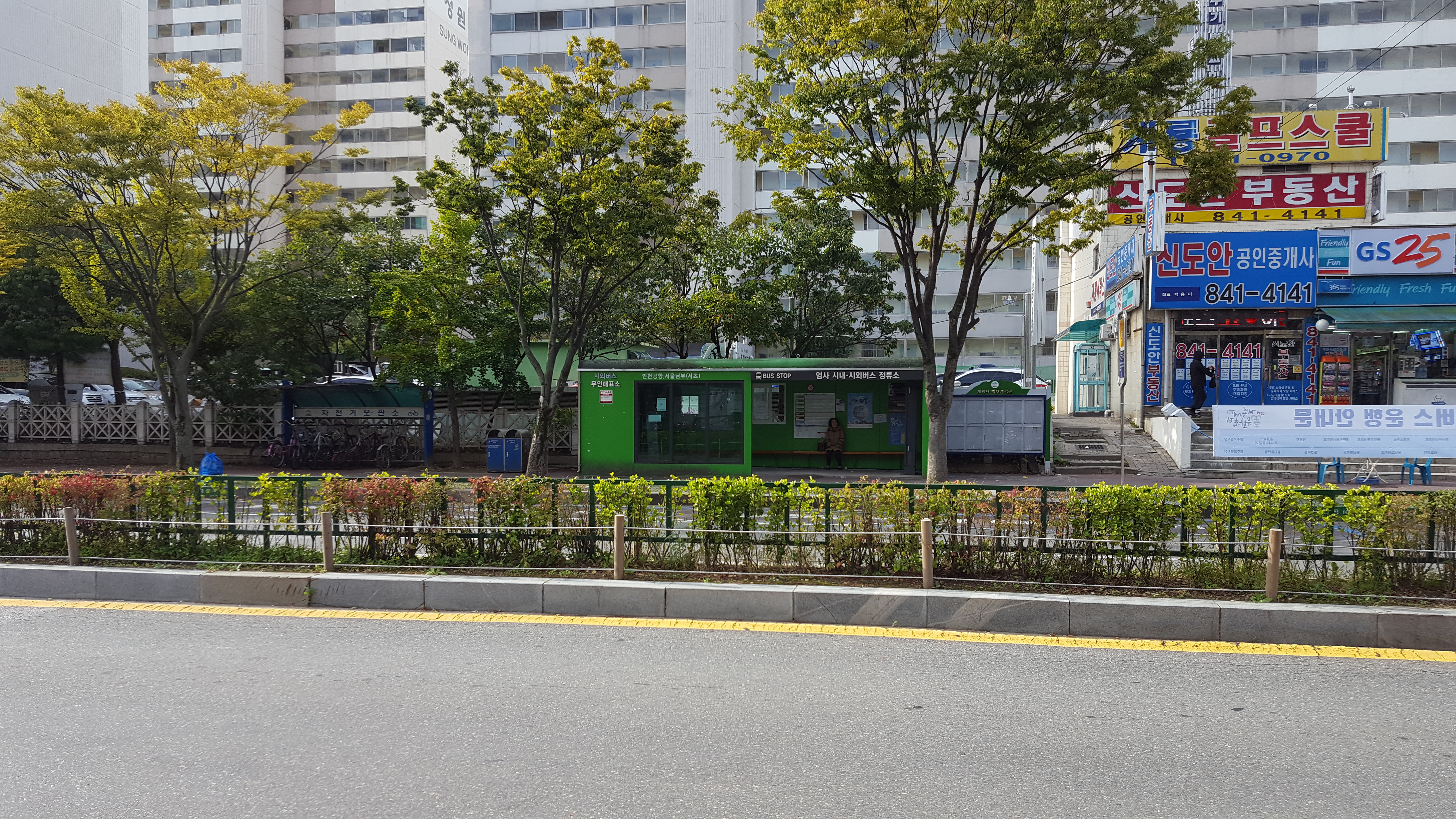
엄사 시내·시외 정류소

- 남선(신도안) : 충청남도 계룡시 신도안면 신도안1길 88 신도안아파트 정류장 (신도안정류소라고도 함)
- 동학사 : 충청남도 공주시 반포면 동학사1로 131

## 양정시외버스정류소
양정시외버스정류소는 충청남도 계룡시 엄사면 양정향한길 7 (엄사리 216-2)에 위치한 시외버스정류장이다. 국도 제1호선과 국도 제4호선이 지나는 계룡로 도로변에 위치하고 있다. 대전서남부터미널에서 출발한 시외버스가 이 곳에서 정차한다.
| 방면        | 행선지                                                                                     |
| ----------- | ------------------------------------------------------------------------------------------ |
| 충청권 방면 | 강경, 건양대, 논산, 대천(보령), 부여, 서천, 성주, 양촌, 연무, 입포, 장항, 충화, 홍산, 화양 |
| 호남권 방면 | 군산, 금마, 삼례, 여산, 운주, 전주                                                         |

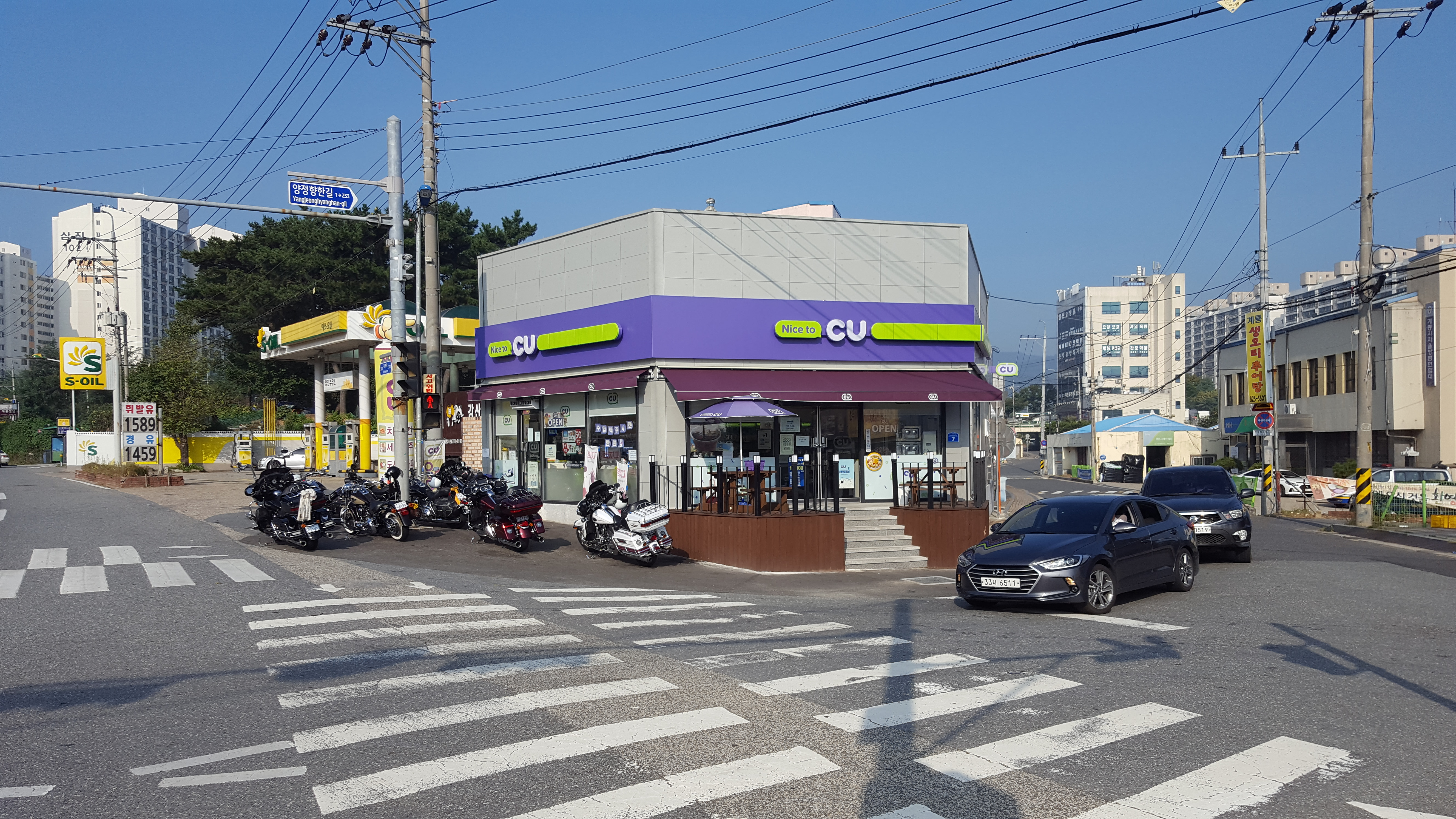
시외버스표를 판매하는 CU 계룡양정삼거리점
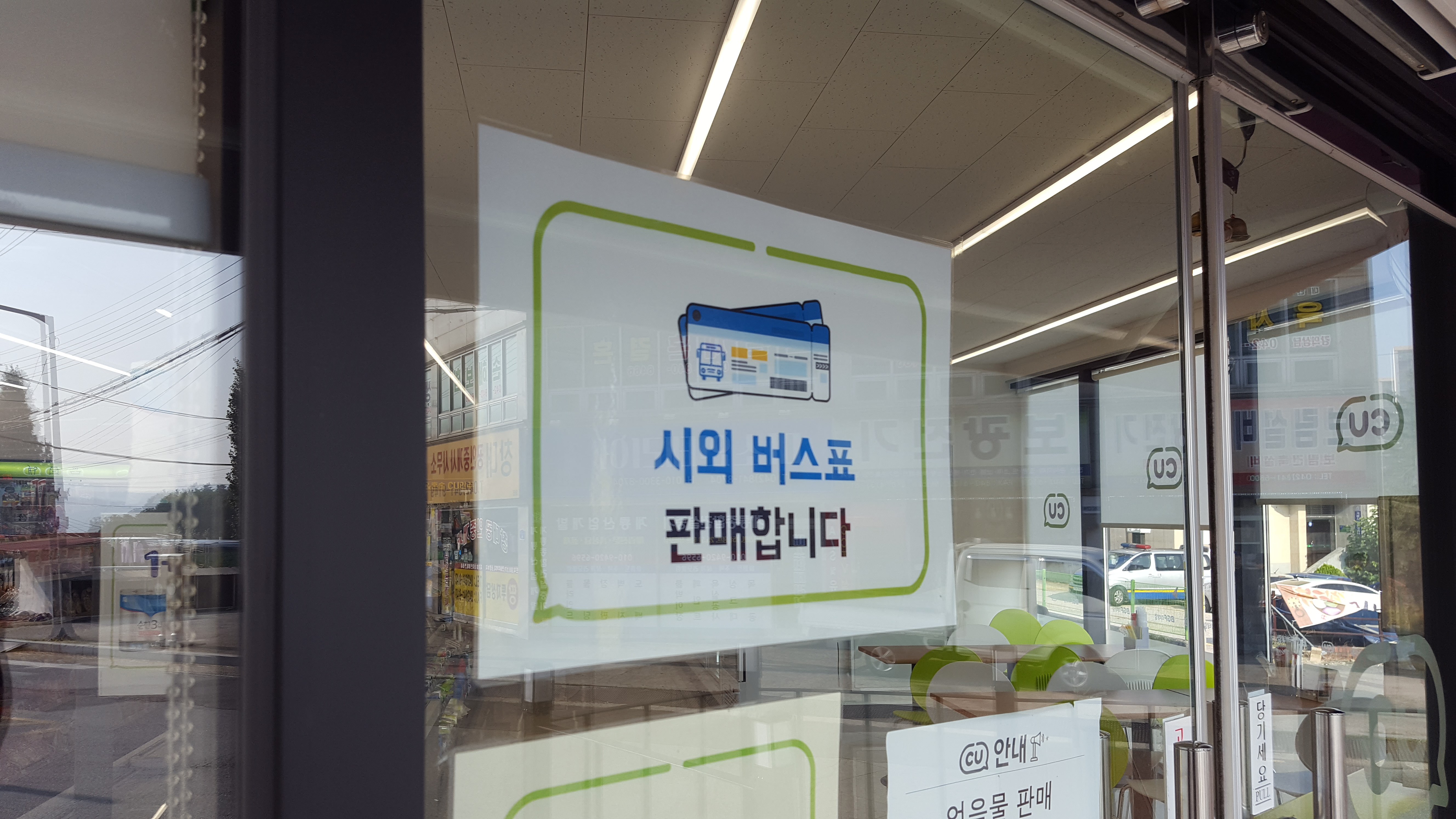
시외버스표 판매합니다
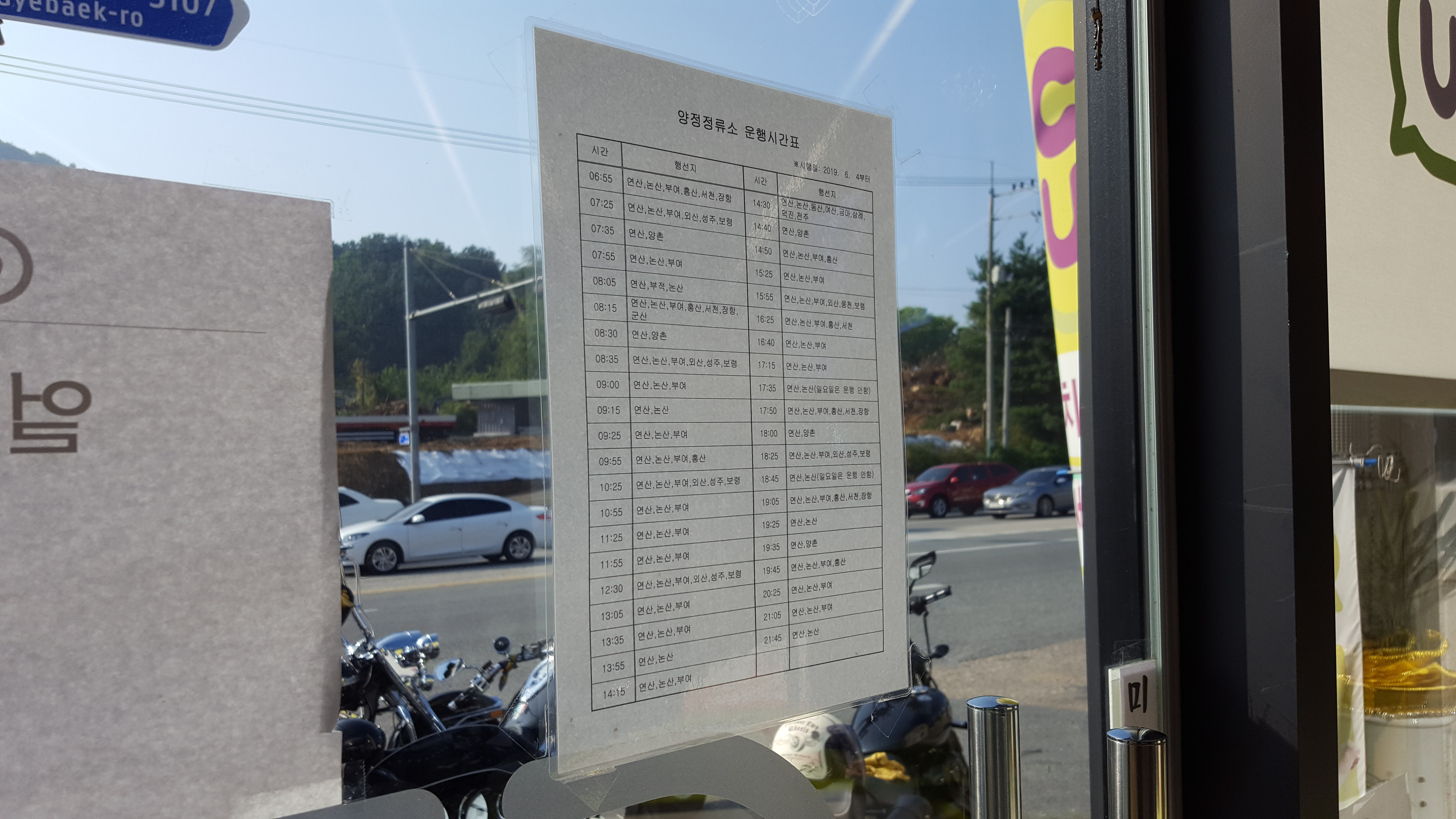
양정정류소 운행시간표
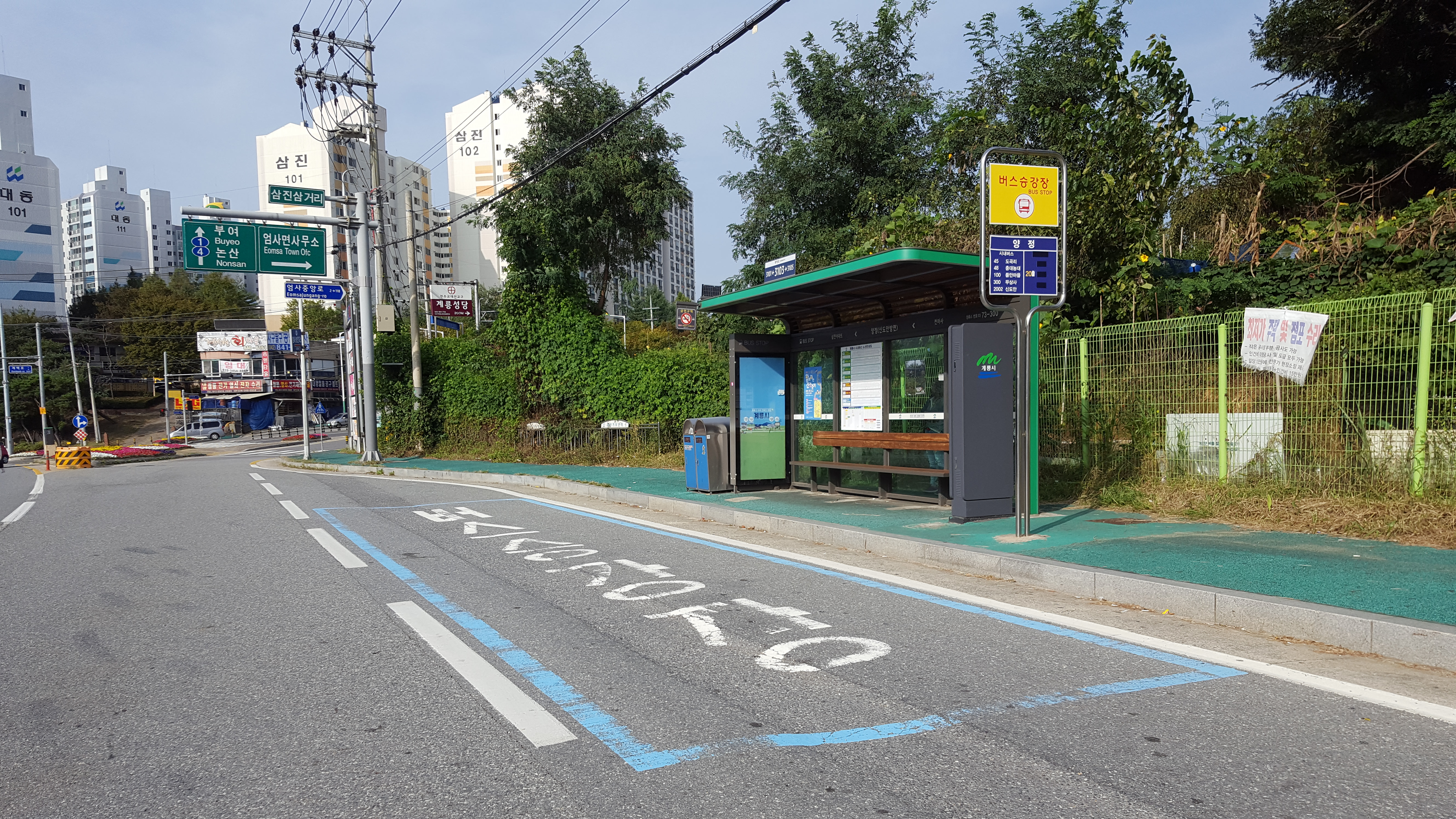
양정(신도안방면, 73-300) 정류소)